# ゼロウィング
『ゼロウィング』（Zero Wing）は、1989年に東亜プランが開発・稼働したアーケード用横スクロールシューティングゲームである。

## 概要
宇宙海賊「CATS」を倒すために自機「ZIG-01」が8つの防衛基地に向かうという内容。難易度においては、自機を追尾する弾が多い（特にボス戦）ため、総じて高めである。また、周回を重ねる毎に加速度的に敵弾の速度が上がり、さらには敵の放つ扇弾の隙間を埋める強化（3WAYが5WAYになるなど）まで成されるため東亜プランのシューティング中でも屈指の難易度を誇る。
日本国外版は2人同時プレイが可能である。その場で復活することや、2プレイヤー側の自機の形が違う。日本国内でも極少数であるが出荷されている。
後にメガドライブとPCエンジンCD-ROM²向けに移植された。日本国外で発売されたメガドライブ版の冒頭ストーリーデモに出てくる台詞「All your base are belong to us」（日本語版の台詞「君達の基地は、全てCATSがいただいた。」の誤訳）は、アジア語話者による英語の誤用を意味するEngrishの代表例となり、インターネット・ミームとして日本国外で拡散された（詳細は当該記事参照）。

## システム
ステージ
全8ステージ。ステージ最後のボスを破壊するとステージクリアとなり次のステージへと進む。ステージ内には中ボスクラスの巨大な敵も存在する。ステージ表記は「AREA」であり、ステージ1を4画面分まで進んだ例では「AREA1-4」と表記される。いわゆるループゲームであり、AREA8クリア後は2周目が始まる。
戻り復活方式。ミスすると特定の場面からの再スタートとなる。コンティニュープレイ可能。
プリソナービーム
ショットやボムなどの攻撃手段のほかに、プリソナービームを発射する。このビームを一部の敵やアイテムに当てると捕獲できる。
捕獲した敵は自機の前方にくっつき、敵からの攻撃を防いだり、前方に飛ばしたりすることができる。捕獲した敵がある程度大きい場合、自機が地面に引っ張られてしまう。
オプション
一番初めにパワーアップするとオプションが自機の上下につき、ショットを発射する。敵からの弾も防ぐことができるが、当たり判定は小さい。

## アイテム
アイテムキャリーを破壊すると出現する。アイテムの出現する順番はある程度決まっている。武器アイテムは3種類あり、装備中と同じ武器のアイテムを取得するとパワーアップする（3段階）。
バルカン（赤）
斜め上下方向に発射する。自機の初期装備。
レーザー（青）
前方に長いレーザーを発射。耐久力の高い敵以外に対して貫通能力がある。
ホーミング（緑）
敵を追尾する。画面上に発射できる弾数が多い。
スピードアップ
4段階で自機のスピードが速くなる。
ボンバー
自機の前方に付き、発射できる。また3発まで敵弾を防ぐことができ、3発を被弾すると自動的に発射する。
スペシャル・パワーアップ
ショットが最強状態の時にランダムで出現。オプションとショットの当り判定が大きくなる。

## 隠し要素
ピピル星人
ある場所に隠れている。プリソナービームで捕獲すると10000点ボーナスが入る。捕獲する前に数発ショットを当てると出現しない。
1upアイテム・10upアイテム
最強状態にてアイテムを取得した場合、ボーナス5000点が出現するが、その場合ランダムで変更する（1プレイ中に各1回ずつ）。
ワープ
1周目5面のある場所に入ると8面へワープする。

## 移植版
| No. | タイトル                                     | 発売日                  | 対応機種                                                    | 開発元          | 発売元                                   | メディア                                | 型式            | 売上本数 | 備考                                                          |
| --- | -------------------------------------------- | ----------------------- | ----------------------------------------------------------- | --------------- | ---------------------------------------- | --------------------------------------- | --------------- | -------- | ------------------------------------------------------------- |
| 1   | ゼロウイング                                 | 1991年5月30日 1992年4月 | メガドライブ                                                | 東亜プラン      | 東亜プラン                               | 8メガビットロムカセット                 | T-40023 1138-50 | -        |                                                               |
| 2   | ゼロウイング                                 | 1992年9月18日           | PCエンジンCD-ROM²                                           | 東亜プラン      | ナグザット                               | CD-ROM                                  | NXCD1003        | -        |                                                               |
| 3   | セガ メガドライブ for Nintendo Switch Online | INT 2022年7月1日        | Nintendo Switch                                             | 任天堂 エムツー | 任天堂                                   | ダウンロード （ニンテンドーeショップ）  | -               | -        | メガドライブ版の移植                                          |
| 4   | Zero Wing                                    | INT 2023年2月14日       | Windows                                                     | Bitwave Games   | Bitwave Games                            | ダウンロード （Steam、GOG.com）         | 2011900         | -        | アーケード版の移植                                            |
| 5   | ゼロファイアー                               | 2023年7月20日           | Nintendo Switch PlayStation 4                               | エムツー        | エムツー                                 | ゲームカード BD-ROM ダウンロード        |                 | -        | アーケード版、メガドライブ版、CD-ROM²版の移植                 |
| 6   | Amusement Arcade TOAPLAN                     | INT 2024年11月16日      | iOS Android                                                 | TATSUJIN        | TATSUJIN                                 | ダウンロード （App Store、Google Play） | -               | -        | アーケード版の移植 東亜プラン制作のゲーム25本をカップリング。 |
| 7   | 東亜プラン アーケードコレクション VOL 2      | INT 2025年8月28日       | Nintendo Switch PlayStation 4 PlayStation 5 Xbox Series X/S | Bitwave Games   | シティコネクション INT Clear River Games | ダウンロード                            | -               | -        | アーケード版の移植 Steam版のROM編集を収録。                   |

メガドライブ版
- 海外版の冒頭ストーリーデモに出てくる台詞「All your base are belong to us」は、Engrishの代表例であるという。2001年から2002年に掛けて、インターネット・ミームとして海外で拡散され、FLASH動画などが制作された。この件に関して、ゲーム本『メガドライブ大全』（2004年、太田出版）では、「『君たちの基地は、すべて我々がいただいた』と言いたかったらしいが、英文法の間違いが玉突き事故、「『"base"（基地）の複数形は"bases"だろ』『"belong"は自動詞なのでbe+受け身にならない』『そもそも受け身なら"belonged"だろ』」、「外人さんはFlashムービーを作って笑えるおちょくりをした。そんなわけで、『和製ゲームのバカ英語』ランキング一位に君臨している」と記されている[9]。

PCエンジン版
- アーケード版には無かったオリジナルステージとアニメ絵調のビジュアルシーンが新たに追加されている[10]。

Windows版
- メガドライブ版に関連した新しいイントロが追加され、「All your base are belong to us」というセリフも含まれている。

## 評価
アーケード版
1991年に刊行されたゲーメストムック『ザ・ベストゲーム』内の「ビデオゲームフルリスト」の紹介文では、「プリゾナービームが装備されたのが特徴。横シューの中では珍しく、ホーミングレーザーが一番使えた」と評されている。
メガドライブ版
ゲーム誌『ファミコン通信』の「クロスレビュー」では合計28点（満40点）、『メガドライブFAN』の読者投票による「ゲーム通信簿」での評価は以下の通り19.70点（満30点）となっている。同雑誌1993年7月号特別付録の「メガドライブ&ゲームギア オールカタログ'93」では、「自機に、プリゾナービームという敵を捕獲する武器が装備されているのが特徴」と紹介されている。
| 項目 | キャラクタ | 音楽 | 操作性 | 熱中度 | お買得度 | オリジナリティ | 総合  |
| 得点 | 3.24       | 3.32 | 3.42   | 3.26   | 3.12     | 3.34           | 19.70 |

PCエンジン版
ゲーム誌『ファミコン通信』の「クロスレビュー」では5・5・6・5の合計21点（満40点）、『月刊PCエンジン』では80・75・80・80・75の平均78点（満100点）、『マル勝PCエンジン』では7・6・7・5の合計25点（満40点）、『PC Engine FAN』の読者投票による「ゲーム通信簿」での評価は以下の通り19.72点（満30点）となっている。また、この得点はPCエンジン全ソフトの中で351位（485本中、1993年時点）となっている。
| 項目 | キャラクタ | 音楽 | 操作性 | 熱中度 | お買得度 | オリジナリティ | 総合  |
| 得点 | 3.09       | 3.55 | 3.45   | 3.45   | 3.09     | 3.09           | 19.72 |